# 가브리엘 스파히우
가브리엘 스파히우(루마니아어: Gabriel Spahiu, 루마니아어 발음: [ɡabriˈel spaˈhi.u], 1968년 3월 21일~)는 루마니아의 배우이다.

## 작품 목록

### 영화
- 워 독 (2016년) - 엔베르 역
- 상처입은 마음 (2016년)
- 에이엘비 (2015년)
- 아페림! (2015년)
- 법원의 제왕 (2014년)
- 찰리 컨트리맨 (2013년) - 택시기사 역
- 에브리바디 인 아워 페밀리 (2012년)
- 아달베르츠 드림 (2011년)
- 건 오브 더 블랙 썬 (2011년)
- 소 아이 세이 (2011년)
- 산소 (2010년)
- 분라쿠 (2010년)
- 라이즈 오브 더 가고일스 (2009년) - 워크먼 역
- 키프 유어 헤드 업 (2009년)
- 프란체스카 (2009년)
- 황금시대 이야기 (2009년)
- 더 롱 웨이 홈 (2008년)
- 애덤 레져렉티드 (2008년)
- 마릴레나 (2008년)
- 사일런트 웨딩 (2008년)
- 캘리포니아 드리밍 (2007년)
- 남은 자는 침묵한다 (2007년)
- 스위니 토드 (2006년)
- 소년과 TV (2006년)
- 암호명 (2006년)
- 쉐도우 맨 (2006년)
- 하우스 오브 9 (2005년)
- 라자레스쿠씨의 죽음 (2005년)
- 아웃 오브 솔져스 (2004년)
- 바컴스 (2003년)
- 엑스텐션 (2003년)
- 내겐 너무 멋진 서쪽 나라 (2002년)
- 칼라스 포에버 (2002년)
- 디플로메틱 시즈 (1999년)